# Hyposoter nigritus
Hyposoter nigritus là một loài tò vò trong họ Ichneumonidae.